# Gladwin Shitolo
Gladwin Shitolo (Giyani, 10 agosto 1989) è un calciatore sudafricano, centrocampista del Golden Arrows e della Nazionale sudafricana.

## Palmarès

### Club

#### Competizioni nazionali
- National First Division: 1

Jomo Cosmos: 2010-2011